# Dilophus oceanus
Dilophus oceanus är en tvåvingeart som beskrevs av Haenni och Baez 2001. Dilophus oceanus ingår i släktet Dilophus och familjen hårmyggor. Inga underarter finns listade i Catalogue of Life.